# رابین نوین
رابین نوین (به انگلیسی: Robyn Nevin) (زاده ۲۵ سپتامبر ۱۹۴۲) بازیگر استرالیایی است.
از کارهای او می‌توان به بازی در فیلم‌های مرد ایرلندی، بارگذاری مجدد ماتریکس، انقلاب‌های ماتریکس، چرخش، خدایان مصر و یادگار اشاره نمود.